# Aphyonidae
Aphyonidae (Naaldvissen) zijn een familie van straalvinnige vissen uit de orde van Naaldvisachtigen (Ophidiiformes).

## Geslachten
- Aphyonus Günther, 1878
- Barathronus Goode & T. H. Bean, 1886
- Meteoria J. G. Nielsen, 1969
- Nybelinella J. G. Nielsen, 1972
- Parasciadonus J. G. Nielsen, 1984
- Sciadonus Garman, 1899